# مطار المزة العسكري
مطار المزة العسكري هي منشأة للقوات الجوية السورية تقع في المزة، دمشق، سوريا، جنوب غرب المركز القديم لدمشق. ولديها مدرج واحد بطول 8258 قدم، على ارتفاع 2407 قدم. في منتصف عام 2013، وصفت هيئة الإذاعة البريطانية المطار بأنه «منشأة استراتيجية هامة» تلعب دورًا كبيرًا في توزيع الإمدادات العسكرية الحكومية." وأفادت رويترز في منتصف عام 2013 بأنه استخدم من قبل نخبة الحرس الجمهوري السوري، القوات الخاصة والمخابرات الجوية، ويعمل أيضًا كمطار خاص لعائلة الأسد." وأضافت أن القاعدة استخدمت خلال الحرب الأهلية السورية «لإطلاق الصواريخ والمدفعية على الأحياء  الثائرة على حافة العاصمة.»

## تاريخ
استخدم مطار المزة العسكري خلال الحرب العالمية الثانية كقاعدة للقوات الجوية الفرنسية التابعة لحكومة فيشي، والتي سمحت أيضًا لألمانيا باستخدام قواعدها. وفي 19 مايو 1941، هاجمت الطائرات البريطانية المطار، ودمرت بعض الطائرات الحديثة من طراز Potez 63 بالإضافة إلى بعض الطائرات القديمة ذات السطحين من طراز Potez 25.
بعد استقلال سوريا عام 1946، أصبح مطار المزة قاعدةً للقوات الجوية السورية. وبحلول نهاية عام 1957، كانت القوات الجوية السورية تمتلك سربين من طائرات ميغ-17 تعمل انطلاقًا من قاعدة المزة قرب دمشق للدفاع عن العاصمة. وفي عام 1966، أصبح المطار أيضًا مقرًا لوحدات الدفاع الخاصة.
في 13 يناير 2017، تعرضت القاعدة لهجوم نسبت السلطات السورية مسؤوليته إلى إسرائيل. وبحسب صور الأقمار الصناعية التي التُقطت قبل تدمير القاعدة في عام 2024، بلغ طول المدرج 06/24 حوالي 2.80 كيلومترًا.